# Saison 1998-1999 de la LHJMQ
Saison précédente Saison suivante
La saison 1998-1999 est la trentième saison de hockey sur glace de la Ligue de hockey junior majeur du Québec. Le Titan d'Acadie-Bathurst remporte la Coupe du président en battant en finale les Olympiques de Hull. 

## Contexte
Le Titan Collège français de Laval est relocalisé à Bathurst ; il devient le Titan d'Acadie-Bathurst et passe dans la division Dilio. Les Faucons de Sherbrooke sont renommés en Castors de Sherbrooke.

## Saison régulière

### Classement
| Clt | Équipe                         | PJ | V  | D  | N | BP  | BC  | Pts |
| --- | ------------------------------ | -- | -- | -- | - | --- | --- | --- |
| 1   | Remparts de Québec             | 70 | 51 | 13 | 6 | 316 | 207 | 108 |
| 2   | Mooseheads d'Halifax           | 70 | 46 | 20 | 4 | 298 | 206 | 96  |
| 3   | Titan d'Acadie-Bathurst        | 70 | 42 | 25 | 3 | 315 | 255 | 87  |
| 4   | Wildcats de Moncton            | 70 | 38 | 25 | 7 | 257 | 235 | 81  |
| 5   | Océanic de Rimouski            | 70 | 30 | 32 | 8 | 270 | 263 | 68  |
| 6   | Screaming Eagles du Cap-Breton | 70 | 22 | 44 | 4 | 226 | 272 | 48  |
| 7   | Saguenéens de Chicoutimi       | 70 | 18 | 44 | 8 | 208 | 297 | 44  |
| 8   | Drakkar de Baie-Comeau         | 70 | 20 | 48 | 2 | 200 | 344 | 42  |

| Clt | Équipe                      | PJ | V  | D  | N  | BP  | BC  | Pts |
| --- | --------------------------- | -- | -- | -- | -- | --- | --- | --- |
| 1   | Cataractes de Shawinigan    | 70 | 44 | 22 | 4  | 275 | 212 | 92  |
| 2   | Huskies de Rouyn-Noranda    | 70 | 36 | 23 | 11 | 314 | 261 | 83  |
| 3   | Tigres de Victoriaville     | 70 | 34 | 30 | 6  | 275 | 253 | 74  |
| 4   | Castors de Sherbrooke       | 70 | 31 | 34 | 5  | 268 | 272 | 67  |
| 5   | Foreurs de Val-d'Or         | 70 | 30 | 35 | 3  | 312 | 319 | 65  |
| 6   | Olympiques de Hull          | 70 | 23 | 38 | 9  | 276 | 298 | 55  |
| 7   | Voltigeurs de Drummondville | 70 | 18 | 48 | 4  | 233 | 349 | 40  |

- En gras et en italique : champion de la saison régulière et directement qualifié pour les quarts de finale des séries
- En gras : directement qualifié pour les quarts de finale des séries
- En italique : qualifié pour les huitièmes de finale des séries

### Meilleurs pointeurs
| Clt | Joueur              | Équipe                        | PJ | B  | A   | Pts | Pun |
| --- | ------------------- | ----------------------------- | -- | -- | --- | --- | --- |
| 1   | Mike Ribeiro        | Rouyn-Noranda                 | 69 | 67 | 100 | 167 | 137 |
| 2   | James Desmarais     | Rouyn-Noranda                 | 66 | 62 | 73  | 135 | 127 |
| 3   | Jérôme Tremblay     | Rouyn-Noranda                 | 69 | 38 | 94  | 132 | 36  |
| 4   | Brad Richards       | Rimouski                      | 59 | 39 | 92  | 131 | 55  |
| 5   | Ladislav Nagy       | Halifax                       | 63 | 71 | 55  | 126 | 148 |
| 6   | Simon Gagné         | Québec                        | 61 | 50 | 70  | 120 | 42  |
| 7   | Benoit Dusablon     | Val-d'Or                      | 67 | 42 | 74  | 116 | 63  |
| 8   | Patrick Grandmaitre | Victoriaville                 | 70 | 37 | 78  | 115 | 139 |
| 9   | Mathieu Benoît      | Chicoutimi et Acadie-Bathurst | 68 | 62 | 47  | 109 | 34  |
| 9   | Éric Chouinard      | Québec                        | 62 | 50 | 59  | 109 | 56  |

## Séries éliminatoires
Les équipes classées de la 3e à la 6e place de chaque division s'affrontent en huitième de finale des séries éliminatoires. Elles retrouvent ensuite en quart de finale les deux meilleures équipes de chaque division qui sont qualifiées directement pour cette étape.
|  | Huitièmes de finale            | Huitièmes de finale            | Huitièmes de finale      | Huitièmes de finale      |                          |                          | Quarts de finale      | Quarts de finale      | Quarts de finale      | Quarts de finale      |  |  | Demi-finales      | Demi-finales      | Demi-finales      | Demi-finales      |  |  | Finale               | Finale               | Finale               | Finale               |
|  |                                |                                |                          |                          |                          |                          |                       |                       |                       |                       |  |  |                   |                   |                   |                   |  |  |                      |                      |                      |                      |
|  |                                |                                |                          |                          |                          |                          | du 28 mars au 9 avril | du 28 mars au 9 avril | du 28 mars au 9 avril | du 28 mars au 9 avril |  |  | du 11 au 21 avril | du 11 au 21 avril | du 11 au 21 avril | du 11 au 21 avril |  |  | du 25 avril au 7 mai | du 25 avril au 7 mai | du 25 avril au 7 mai | du 25 avril au 7 mai |
|  |                                |                                |                          |                          |                          |                          | du 28 mars au 9 avril | du 28 mars au 9 avril | du 28 mars au 9 avril | du 28 mars au 9 avril |  |  | du 11 au 21 avril | du 11 au 21 avril | du 11 au 21 avril | du 11 au 21 avril |  |  | du 25 avril au 7 mai | du 25 avril au 7 mai | du 25 avril au 7 mai | du 25 avril au 7 mai |
|  |                                |                                |                          |                          |                          |                          | du 28 mars au 9 avril | du 28 mars au 9 avril | du 28 mars au 9 avril | du 28 mars au 9 avril |  |  | du 11 au 21 avril | du 11 au 21 avril | du 11 au 21 avril | du 11 au 21 avril |  |  | du 25 avril au 7 mai | du 25 avril au 7 mai | du 25 avril au 7 mai | du 25 avril au 7 mai |
|  |                                |                                |                          |                          |                          |                          | du 28 mars au 9 avril | du 28 mars au 9 avril | du 28 mars au 9 avril | du 28 mars au 9 avril |  |  | du 11 au 21 avril | du 11 au 21 avril | du 11 au 21 avril | du 11 au 21 avril |  |  | du 25 avril au 7 mai | du 25 avril au 7 mai | du 25 avril au 7 mai | du 25 avril au 7 mai |
|  | Remparts de Québec             | Remparts de Québec             | 4                        | 4                        |                          |                          |                       |                       |                       |                       |  |  | du 11 au 21 avril | du 11 au 21 avril | du 11 au 21 avril | du 11 au 21 avril |  |  | du 25 avril au 7 mai | du 25 avril au 7 mai | du 25 avril au 7 mai | du 25 avril au 7 mai |
|  | Remparts de Québec             | Remparts de Québec             | 4                        | 4                        | du 17 au 24 mars         |                          |                       |                       |                       |                       |  |  | du 11 au 21 avril | du 11 au 21 avril | du 11 au 21 avril | du 11 au 21 avril |  |  | du 25 avril au 7 mai | du 25 avril au 7 mai | du 25 avril au 7 mai | du 25 avril au 7 mai |
|  |                                |                                | Océanic de Rimouski      | Océanic de Rimouski      | 3                        | 3                        |                       |                       |                       |                       |  |  | du 11 au 21 avril | du 11 au 21 avril | du 11 au 21 avril | du 11 au 21 avril |  |  | du 25 avril au 7 mai | du 25 avril au 7 mai | du 25 avril au 7 mai | du 25 avril au 7 mai |
|  | Titan d'Acadie-Bathurst        | Titan d'Acadie-Bathurst        | Océanic de Rimouski      | Océanic de Rimouski      | 3                        | 3                        | 4                     | 4                     |                       |                       |  |  | du 11 au 21 avril | du 11 au 21 avril | du 11 au 21 avril | du 11 au 21 avril |  |  | du 25 avril au 7 mai | du 25 avril au 7 mai | du 25 avril au 7 mai | du 25 avril au 7 mai |
|  | Titan d'Acadie-Bathurst        | Titan d'Acadie-Bathurst        | du 28 mars au 4 avril    |                          |                          |                          | 4                     | 4                     |                       |                       |  |  | du 11 au 21 avril | du 11 au 21 avril | du 11 au 21 avril | du 11 au 21 avril |  |  | du 25 avril au 7 mai | du 25 avril au 7 mai | du 25 avril au 7 mai | du 25 avril au 7 mai |
|  | Screaming Eagles du Cap-Breton | Screaming Eagles du Cap-Breton | 1                        | 1                        |                          |                          |                       |                       |                       |                       |  |  | du 11 au 21 avril | du 11 au 21 avril | du 11 au 21 avril | du 11 au 21 avril |  |  | du 25 avril au 7 mai | du 25 avril au 7 mai | du 25 avril au 7 mai | du 25 avril au 7 mai |
|  | Screaming Eagles du Cap-Breton | Screaming Eagles du Cap-Breton | 1                        | 1                        | Remparts de Québec       | Remparts de Québec       | 2                     | 2                     |                       |                       |  |  |                   |                   |                   |                   |  |  | du 25 avril au 7 mai | du 25 avril au 7 mai | du 25 avril au 7 mai | du 25 avril au 7 mai |
|  | du 16 au 20 mars               |                                |                          |                          | Remparts de Québec       | Remparts de Québec       | 2                     | 2                     |                       |                       |  |  |                   |                   |                   |                   |  |  | du 25 avril au 7 mai | du 25 avril au 7 mai | du 25 avril au 7 mai | du 25 avril au 7 mai |
|  |                                |                                | Titan d'Acadie-Bathurst  | Titan d'Acadie-Bathurst  | 4                        | 4                        |                       |                       |                       |                       |  |  |                   |                   |                   |                   |  |  | du 25 avril au 7 mai | du 25 avril au 7 mai | du 25 avril au 7 mai | du 25 avril au 7 mai |
|  | Wildcats de Moncton            | Wildcats de Moncton            | Titan d'Acadie-Bathurst  | Titan d'Acadie-Bathurst  | 4                        | 4                        | 0                     | 0                     |                       |                       |  |  |                   |                   |                   |                   |  |  | du 25 avril au 7 mai | du 25 avril au 7 mai | du 25 avril au 7 mai | du 25 avril au 7 mai |
|  | Wildcats de Moncton            | Wildcats de Moncton            | du 12 au 16 avril        |                          |                          |                          | 0                     | 0                     |                       |                       |  |  |                   |                   |                   |                   |  |  | du 25 avril au 7 mai | du 25 avril au 7 mai | du 25 avril au 7 mai | du 25 avril au 7 mai |
|  | Océanic de Rimouski            | Océanic de Rimouski            | 4                        | 4                        |                          |                          |                       |                       |                       |                       |  |  |                   |                   |                   |                   |  |  | du 25 avril au 7 mai | du 25 avril au 7 mai | du 25 avril au 7 mai | du 25 avril au 7 mai |
|  | Océanic de Rimouski            | Océanic de Rimouski            | 4                        | 4                        | Mooseheads d'Halifax     | Mooseheads d'Halifax     | 1                     | 1                     |                       |                       |  |  |                   |                   |                   |                   |  |  | du 25 avril au 7 mai | du 25 avril au 7 mai | du 25 avril au 7 mai | du 25 avril au 7 mai |
|  |                                |                                |                          |                          | Mooseheads d'Halifax     | Mooseheads d'Halifax     | 1                     | 1                     |                       |                       |  |  |                   |                   |                   |                   |  |  | du 25 avril au 7 mai | du 25 avril au 7 mai | du 25 avril au 7 mai | du 25 avril au 7 mai |
|  |                                |                                | Titan d'Acadie-Bathurst  | Titan d'Acadie-Bathurst  | 4                        | 4                        |                       |                       |                       |                       |  |  |                   |                   |                   |                   |  |  | du 25 avril au 7 mai | du 25 avril au 7 mai | du 25 avril au 7 mai | du 25 avril au 7 mai |
|  |                                |                                |                          |                          | 4                        | 4                        |                       |                       |                       |                       |  |  |                   |                   |                   |                   |  |  | du 25 avril au 7 mai | du 25 avril au 7 mai | du 25 avril au 7 mai | du 25 avril au 7 mai |
|  |                                | du 28 mars au 7 avril          |                          |                          |                          |                          |                       |                       |                       |                       |  |  |                   |                   |                   |                   |  |  | du 25 avril au 7 mai | du 25 avril au 7 mai | du 25 avril au 7 mai | du 25 avril au 7 mai |
|  |                                |                                |                          |                          |                          |                          |                       |                       |                       |                       |  |  |                   |                   |                   |                   |  |  | du 25 avril au 7 mai | du 25 avril au 7 mai | du 25 avril au 7 mai | du 25 avril au 7 mai |
|  | Titan d'Acadie-Bathurst        | Titan d'Acadie-Bathurst        | 4                        | 4                        |                          |                          |                       |                       |                       |                       |  |  |                   |                   |                   |                   |  |  |                      |                      |                      |                      |
|  | Titan d'Acadie-Bathurst        | Titan d'Acadie-Bathurst        | 4                        | 4                        |                          |                          |                       |                       |                       |                       |  |  |                   |                   |                   |                   |  |  |                      |                      |                      |                      |
|  |                                |                                | Olympiques de Hull       | Olympiques de Hull       | 3                        | 3                        |                       |                       |                       |                       |  |  |                   |                   |                   |                   |  |  |                      |                      |                      |                      |
|  |                                |                                |                          |                          | 3                        | 3                        |                       |                       |                       |                       |  |  |                   |                   |                   |                   |  |  |                      |                      |                      |                      |
|  |                                |                                |                          |                          |                          |                          |                       |                       |                       |                       |  |  |                   |                   |                   |                   |  |  |                      |                      |                      |                      |
|  |                                |                                |                          |                          |                          |                          |                       |                       |                       |                       |  |  |                   |                   |                   |                   |  |  |                      |                      |                      |                      |
|  | Cataractes de Shawinigan       | Cataractes de Shawinigan       | 2                        | 2                        |                          |                          |                       |                       |                       |                       |  |  |                   |                   |                   |                   |  |  |                      |                      |                      |                      |
|  | Cataractes de Shawinigan       | Cataractes de Shawinigan       | 2                        | 2                        | du 16 au 24 mars         |                          |                       |                       |                       |                       |  |  |                   |                   |                   |                   |  |  |                      |                      |                      |                      |
|  |                                |                                | Olympiques de Hull       | Olympiques de Hull       | 4                        | 4                        |                       |                       |                       |                       |  |  |                   |                   |                   |                   |  |  |                      |                      |                      |                      |
|  | Tigres de Victoriaville        | Tigres de Victoriaville        | Olympiques de Hull       | Olympiques de Hull       | 4                        | 4                        | 2                     | 2                     |                       |                       |  |  |                   |                   |                   |                   |  |  |                      |                      |                      |                      |
|  | Tigres de Victoriaville        | Tigres de Victoriaville        | du 28 mars au 9 avril    |                          |                          |                          | 2                     | 2                     |                       |                       |  |  |                   |                   |                   |                   |  |  |                      |                      |                      |                      |
|  | Olympiques de Hull             | Olympiques de Hull             | 4                        | 4                        |                          |                          |                       |                       |                       |                       |  |  |                   |                   |                   |                   |  |  |                      |                      |                      |                      |
|  | Olympiques de Hull             | Olympiques de Hull             | 4                        | 4                        | Olympiques de Hull       | Olympiques de Hull       | 4                     | 4                     |                       |                       |  |  |                   |                   |                   |                   |  |  |                      |                      |                      |                      |
|  | du 16 au 24 mars               |                                |                          |                          | Olympiques de Hull       | Olympiques de Hull       | 4                     | 4                     |                       |                       |  |  |                   |                   |                   |                   |  |  |                      |                      |                      |                      |
|  |                                |                                | Huskies de Rouyn-Noranda | Huskies de Rouyn-Noranda | 0                        | 0                        |                       |                       |                       |                       |  |  |                   |                   |                   |                   |  |  |                      |                      |                      |                      |
|  | Castors de Sherbrooke          | Castors de Sherbrooke          | Huskies de Rouyn-Noranda | Huskies de Rouyn-Noranda | 0                        | 0                        | 4                     | 4                     |                       |                       |  |  |                   |                   |                   |                   |  |  |                      |                      |                      |                      |
|  | Castors de Sherbrooke          | Castors de Sherbrooke          |                          |                          |                          |                          |                       | 4                     |                       |                       |  |  |                   |                   |                   |                   |  |  |                      |                      |                      |                      |
|  | Foreurs de Val-d'Or            | Foreurs de Val-d'Or            | 2                        | 2                        |                          |                          |                       |                       |                       |                       |  |  |                   |                   |                   |                   |  |  |                      |                      |                      |                      |
|  | Foreurs de Val-d'Or            | Foreurs de Val-d'Or            | 2                        | 2                        | Huskies de Rouyn-Noranda | Huskies de Rouyn-Noranda | 4                     | 4                     |                       |                       |  |  |                   |                   |                   |                   |  |  |                      |                      |                      |                      |
|  |                                |                                |                          |                          | Huskies de Rouyn-Noranda | Huskies de Rouyn-Noranda | 4                     | 4                     |                       |                       |  |  |                   |                   |                   |                   |  |  |                      |                      |                      |                      |
|  |                                |                                | Castors de Sherbrooke    | Castors de Sherbrooke    | 3                        | 3                        |                       |                       |                       |                       |  |  |                   |                   |                   |                   |  |  |                      |                      |                      |                      |
|  |                                |                                |                          |                          | 3                        | 3                        |                       |                       |                       |                       |  |  |                   |                   |                   |                   |  |  |                      |                      |                      |                      |
|  |                                |                                |                          |                          |                          |                          |                       |                       |                       |                       |  |  |                   |                   |                   |                   |  |  |                      |                      |                      |                      |
|  |                                |                                |                          |                          |                          |                          |                       |                       |                       |                       |  |  |                   |                   |                   |                   |  |  |                      |                      |                      |                      |
|  |                                |                                |                          |                          |                          |                          |                       |                       |                       |                       |  |  |                   |                   |                   |                   |  |  |                      |                      |                      |                      |
|  |                                |                                |                          |                          |                          |                          |                       |                       |                       |                       |  |  |                   |                   |                   |                   |  |  |                      |                      |                      |                      |

## Équipes d'étoiles
La ligue sélectionne trois équipes d'étoiles dont une pour les recrues.

### Première équipe
- Gardien de but : Mathieu Chouinard, Cataractes de Shawinigan
- Défenseur gauche : Jiří Fischer, Olympiques de Hull
- Défenseur droit : Jonathan Girard, Titan d'Acadie-Bathurst
- Ailier gauche : Jérôme Tremblay, Huskies de Rouyn-Noranda
- Centre : Mike Ribeiro, Huskies de Rouyn-Noranda
- Ailier droit : James Desmarais, Huskies de Rouyn-Noranda
- Entraîneur : Guy Chouinard, Remparts de Québec

### Deuxième équipe
- Gardien de but : Maxime Ouellet, Remparts de Québec
- Défenseur gauche : Simon Tremblay, Remparts de Québec
- Défenseur droit : Dmitri Tolkounov, Remparts de Québec
- Ailier gauche : David Thibeault, Tigres de Victoriaville
- Centre : Simon Gagné, Remparts de Québec
- Ailier droit : Mathieu Benoît, Saguenéens de Chicoutimi et Titan d'Acadie-Bathurst
- Entraîneur : Denis Francoeur, Cataractes de Shawinigan

### Équipe des recrues
- Gardien de but : Alekseï Volkov, Mooseheads d'Halifax
- Défenseur gauche : Andrew Carver, Olympiques de Hull
- Défenseur droit : Dmitri Kalinine, Wildcats de Moncton
- Ailier gauche : Juraj Kolník, Remparts de Québec et Océanic de Rimouski
- Centre : Ladislav Nagy, Mooseheads d'Halifax
- Ailier droit : Guillaume Lamoureux, Foreurs de Val-d'Or
- Entraîneur : Bruce Campbell, Screaming Eagles du Cap-Breton

## Trophées
Trois récompenses collectives et vingt individuelles sont décernées.

### Récompenses collectives
- Coupe du président (champions des séries éliminatoires) : Titan d'Acadie-Bathurst
- Trophée Jean-Rougeau (champions de la saison régulière) : Remparts de Québec
- Trophée Robert-Lebel (meilleure moyenne de buts encaissés) : Mooseheads d'Halifax

### Récompenses individuelles
- Trophée Jean-Béliveau (meilleur pointeur) : Mike Ribeiro, Huskies de Rouyn-Noranda
- Trophée Jacques-Plante (meilleure moyenne de buts encaissés) : Maxime Ouellet, Remparts de Québec
- Trophée Michel-Bergeron (meilleure recrue offensive) : Ladislav Nagy, Mooseheads d'Halifax
- Trophée Frank-J.-Selke (joueur le plus gentilhomme) : Éric Chouinard, Remparts de Québec
- Trophée Michel-Brière (meilleur joueur) : Mathieu Chouinard, Cataractes de Shawinigan
- Trophée Émile-Bouchard (meilleur défenseur) : Jiří Fischer, Olympiques de Hull
- Trophée Guy-Lafleur (meilleur joueur des séries éliminatoires) : Mathieu Benoît, Titan d'Acadie-Bathurst
- Trophée Michael-Bossy (meilleur espoir) : Maxime Ouellet, Remparts de Québec
- Trophée Raymond-Lagacé (meilleure recrue défensive) : Alekseï Volkov, Mooseheads d'Halifax
- Trophée Marcel-Robert (meilleur étudiant) : Christian Robichaud, Tigres de Victoriaville
- Trophée Paul-Dumont (personnalité de l'année) : Simon Gagné, Remparts de Québec
- Trophée John-Horman (administrateur de l'année) : Charles Henry, Olympiques de Hull
- Coupe Telus - Offensif (meilleur joueur offensif de l'année) : James Desmarais, Huskies de Rouyn-Noranda
- Coupe Telus - Défensif (meilleur joueur défensif de l'année) : Mathieu Chouinard, Cataractes de Shawinigan
- Plaque AutoPro (meilleur différentiel plus/moins) : Simon Tremblay, Remparts de Québec
- Plaque du Groupe Saint-Clair (meilleur directeur marketing) : Matt McKnight, Mooseheads d'Halifax
- Coupe RDS (meilleure recrue) : Ladislav Nagy, Mooseheads d'Halifax
- Trophée Ron-Lapointe (meilleur entraîneur) : Guy Chouinard, Remparts de Québec
- Plaque Wittnauer (plus grande implication dans la communauté) : Philippe Sauvé, Océanic de Rimouski
- Plaque Philips (meilleur pourcentage de mises en jeu remportées) : Éric Demers, Wildcats de Moncton